# Ratpenat blanc de bosc
El ratpenat blanc de bosc (Diclidurus scutatus) és una espècie de ratpenat que es troba a Sud-amèrica (Brasil, Colòmbia, la Guaiana Francesa, el Perú, Guaiana, Surinam i Veneçuela).